# 除权
除權（英語：Ex-Right）指的是股票的發行公司依一定比例分配股票給股東，作為「股票股利」（配股／股利），此時增加公司的總股數。
美國稱股票除權為「股票分割」（Stock split），但美國稅法認為股票分割後每股股價應等比例降低，股東不算得到股票股利，所以不須繳所得稅，但在台灣若有除權股東須繳所得稅。
除了股票股利之外，發行公司也可分配「現金股利」給股東，此時則稱為除息。

## 除權參考價
- 除權參考價計算公式：

除息參考價÷（1＋配股率）＝（除息前一日收盤價－現金股利）÷（1＋配股率）
（註：只有除權時，現金股利＝0）

### 例如
如配股比率為 25/1000 (25‰, 2.5%)，表示原持有 1000 股的股東，在除權之後，股東的持有股數會增加成為 1025 股。此時，公司總股數則膨脹了 2.5%，股票數量增加，因此在公司股票總市值短期不變的假設下，名目上每股股票價格應該等比例降低。除權參考價格為除權前一日收盤價除以 1.025 (1+25‰)，若除權後股價漲回除權前收盤價，稱為填權，未能漲回除權前收盤價，則稱為貼權。

## 內部連結
- 除權日
- 除息
- 股息